# Obra (rzeka)

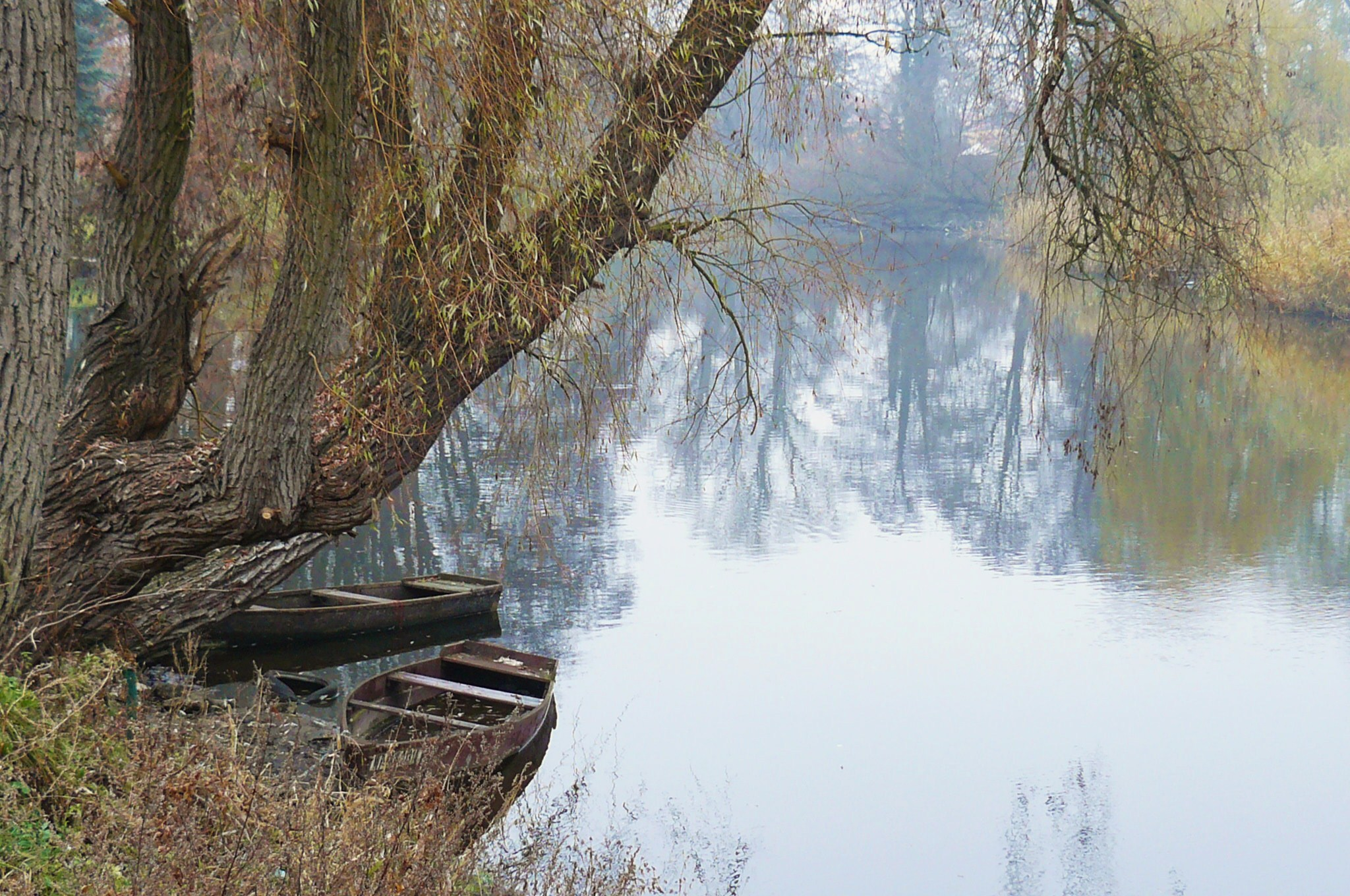
Obra w okolicach Zbąszynia.

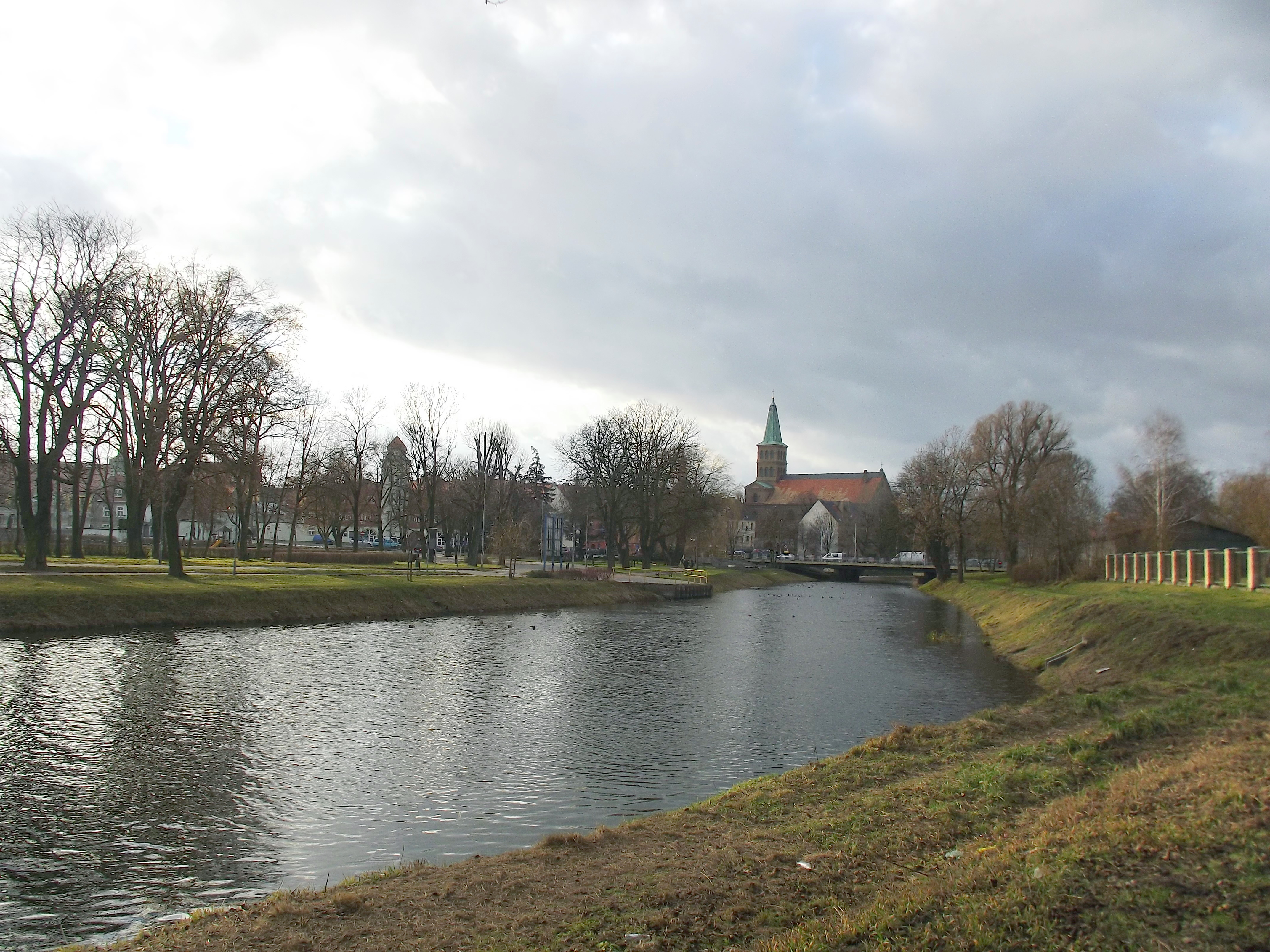
Obra w Międzyrzeczu.

Obra – nizinna rzeka w zachodniej Polsce (województwa: wielkopolskie i lubuskie) o długości 164 km (niektóre źródła podają 254 km) i powierzchni zlewni 2 758 km² (niektóre źródła podają 4 022 km²), lewy dopływ Warty, zlewnia w górnym odcinku III rzędu, a w dolnym – II rzędu.

## Opis przebiegu

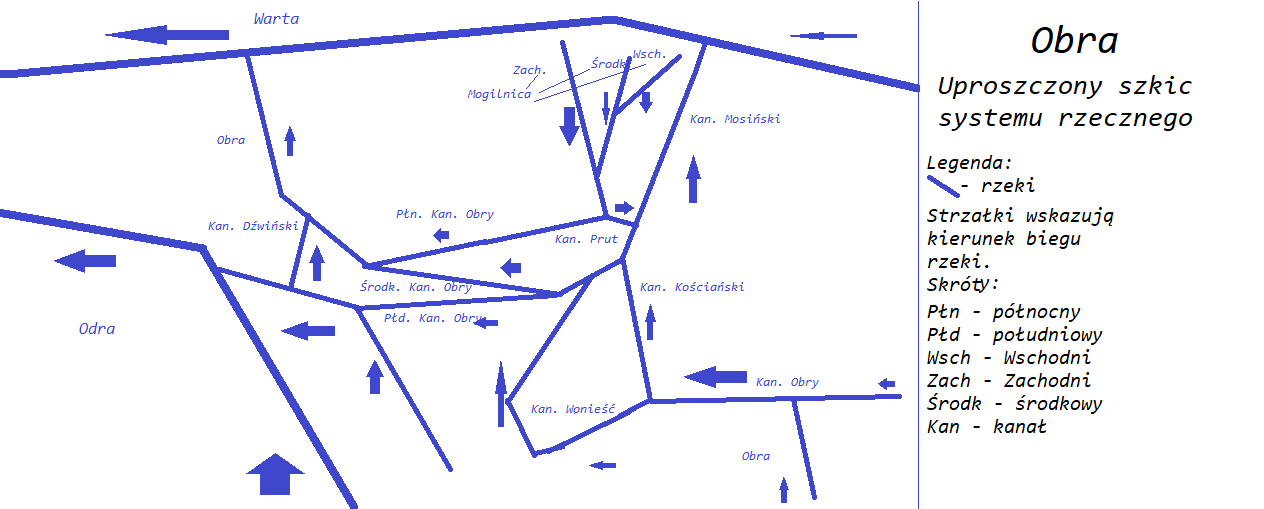
Schemat systemu rzecznego Obry

Obra posiada zawiły system rzeczny. Płynie przez Nizinę Południowowielkopolską, Pojezierze Leszczyńskie, Pradolinę Warciańsko-Odrzańską i Pojezierze Lubuskie. Jej źródła znajdują się na Wysoczyźnie Kaliskiej, na terenie osady Józefów Oberski – 6,5 km na północ od Koźmina Wlkp. i 2,5 km na południe od wsi Stara Obra. Od źródeł do tzw. węzła Bonikowskiego płynie zasadniczo jako jeden ciek. Krótki naturalny odcinek górnego biegu Obry kończy się za Jaraczewem, w miejscu połączenia z Kanałem Obry (którego początek nie leży w ciągu rzeki Obry). Stąd rzeka płynie sztucznym kanałem do węzła Bonikowskiego, przepływając przez Gostyń, Stankowo, Żelazno, Wieszkowo, Krzywiń i Kościan i odbierając po drodze wody zlewni Rowu Wyskoć. Poniżej Krzywinia kanał nazywa się Kanałem Kościańskim, powyżej – Kanałem Obry. Powyżej Krzywinia odgałęzia się boczny Kanał Wonieść (40% przepływu); kanały łączą się ponownie ok. 3 km na pn.-zach. od wsi Gryżyna. W Węźle Bonikowskim (3 km za Kościanem) następuje rozdzielenie wód; część kierowana jest bezpośrednio do Warty (na północ) przez Kanał Mosiński, część płynie na zachód stanowiąc początek Kanałów Obry.
Kanał płynący na zachód rozdziela się wkrótce na Południowy i Środkowy Kanały Obry. Kanał Mosiński jest połączony Kanałem Prut z rzeką Mogilnicą (ma wschodni kierunek przepływu – odprowadza wody Mogilnicy do Warty przez Kanał Mosiński). Od połączenia z Mogilnicą płynie na zachód Północny Kanał Obry. Przed powstaniem kanałów Obra w okolicy Węzła Bonikowskiego płynęła w stronę połączenia z Mogilnicą, która była jej dopływem, stąd też kanał północny uważany jest zwykle za przedłużenie rzeki (niekiedy nawet za jej początek). Kanał ten nie ma jednak połączenia wodnego z górnym biegiem rzeki jako jeden ciek – kierunek przepływu w Kanale Prut jest odwrotny.
Kanał południowy uchodzi do Jez. Rudno i przez rzekę Obrzycę do Odry. Ze względu na ochronę Obrzycy obecnie większość jego wód kierowana jest Kanałem Dźwińskim ponownie do Obry (ujście w okolicy Kopanicy). Kanały środkowy i północny łączą się w okolicy Wolsztyna i wpadają do Jez. Kopanickiego. Od tego miejsca Obra odzyskuje naturalny charakter. Północny i Środkowy Kanały Obry dalszym biegu już jako Obra uchodzą do Warty w km 90,8. Zlewnia tego odcinka cieku stanowi układ odwodnieniowy o dużym zasięgu. Wyznaczony został na tym terenie także dział wodny II rzędu, oddzielający zlewnię Warty (Północny i Środkowy Kanał Obry) i zlewnię Obrzycy (Południowy Kanał Obry).
Obra w dolnym biegu przepływa przez: Kościan, Zbąszyń, Trzciel, Międzyrzecz oraz Skwierzynę. Wraz z łańcuchem Jezior Zbąszyńskich, Kanałów Obrzańskich i dopływów w obrębie Łęgów Obrzańskich, na znacznym odcinku (ok. 200 km) nadaje się do uprawiania turystyki kajakowej.
Pod względem administracyjnym obszar zlewni Obry zajmuje zachodni fragment województwa wielkopolskiego (powiaty: grodziski, wolsztyński i nowotomyski) oraz środkowo-zachodnią część województwa lubuskiego (powiat międzyrzecki).
Na terenie województwa wielkopolskiego przepływa przez Bruzdę Zbąszyńską i Jeziora Zbąszyńskie: Kopanickie, Wielkowiejskie, Chobienickie, Grójeckie, Nowowiejskie, Błędno.
Na terenie województwa lubuskiego przepływa przez kilka dużych jezior Obrzańskich (Lutol, Młyńskie, Konin, Wielkie i Rybojadło), wraz z którymi stanowi ważny element Pszczewskiego Parku Krajobrazowego. Pod Bledzewem, Obra została spiętrzona o ok. 7 m, co spowodowało powstanie Zalewu Bledzewskiego (19,6 km). Na zaporze znajduje się elektrownia wodna. Głównymi dopływami na tym odcinku są: Czarna Woda, Paklica i Jeziorna.
Przez kanały Obry część jej wód płynie do Obrzycy (prawego dopływu Odry), co tworzy sztuczną bifurkację jej nurtu: Kanałem Mosińskim Obra połączona jest z Wartą w okolicach Mosiny, poprzez kanały Południowy, Środkowy i Północny – z Obrzycą i Odrą, a sama płynie – przez Jeziora Zbąszyńskie – naturalnym korytem do Warty.

## Szlak kajakowy
Obra jest popularnym szlakiem kajakowym. Jego skala trudności oceniana jest na ZWA (bardzo łatwy), zaś uciążliwość na U2 (U4), czyli nieco uciążliwy, a miejscami uciążliwy. Sieć kanałów obrzańskich umożliwia przepłynięcie z Warty do Odry. Najpopularniejszy fragment dla spływów kajakowych stanowi odcinek z Trzciela przez Międzyrzecz do Skwierzyny.